# マージナル (小説)
『マージナル』は、神崎紫電による日本のライトノベル。第1回小学館ライトノベル大賞ガガガ文庫部門大賞受賞作（受賞時のタイトルは「愛と殺意と境界人間」）。ガガガ文庫（小学館）より2007年5月から2009年7月まで刊行された。
サイコスリラー作品である本作は、主人公が他人を殺すことを熱望するなど、ショッキングな要素が含まれている。
また、テクスト上の特徴としては、人称が少しずつずれながら章が進み、最終的には大きな事件につながることが挙げられる。

## ストーリー

### 1巻
アンダーグラウンドサイトの管理人である摩弥京也は、サイトの入会希望で会員化の是非を決めるチャットルームで、連続殺人犯からクラスメイトの南雲小百合の死体写真を受け取る。それが元で犯人から狙われることになった京也は、小百合の妹、御笠と事件を調べ始める。

### 2巻
月森市では、バラバラ殺人事件の解決が進まぬ中、撲殺事件が発生した。ある日、住民の一人である宇佐美風香は幼馴染の京也と再会する。かつての明るい性格から一変した性格に戸惑いつつも、風香は幼馴染との再会を喜び、美術館へ行く。だが、京也は風香の知人に対し、無礼なふるまいをする。

### 3巻
聖画に見立てた儀式殺人を繰り返すクロウメモドキの家に侵入した京也だったが、同行していた御笠がクロウメモドキに見つかり、絶体絶命の危機に陥る。京也は風香に助けを求めた。

### 5巻
音羽と小夜歌の双子の姉妹は、両親の離婚によりそれぞれの親に引き取られた。継母からの虐待を受けていた妹を救いたいと思った音羽は、手を尽くすもうまくいかず、継母の殺害を決意する。

### 6巻
音羽と小夜歌は、小夜歌の継母の殺害に成功したが、京也に感づかれる。2人は何とか京也の興味をそらそうとするが、失敗し、小夜歌は音羽に京也の殺害を提案する。

## 登場人物
摩弥京也（まや きょうや）
月森高校2年生。アンダーグラウンドサイト「ブラッディ・ユートピア」の管理人で、ハンドルネームである「ヴェルツェーニ」は、19世紀のイタリアに実在した殺人鬼ヴィンツェンツォ・ヴェルツェーニに由来する。
御笠と行動を共にするうち、彼女を殺したいという歪んだ愛情が芽生えてくる。姉と妹が1人ずついる。幼い頃、父親にホモセクシュアル的な性的虐待を受けており、それがきっかけで自傷癖に目覚める。その傷を隠す為に真夏でも長袖で、他人との軋轢を避ける為に誰とでも敬語で会話をする。
南雲御笠（なぐも みかさ）
月森高校1年生。姉である小百合を殺した犯人を突き止めるべく、京也と行動を共にする。とにかく純粋な性格で、料理上手。
海藤信樹（かいとう のぶき）
連続殺人犯で、「エクスター公爵の娘」というハンドルネームを持つ。殺すことは、人を生の苦しみから解放してやる儀式と考えている。小百合を早く殺しすぎたことを後悔しており、彼女の妹である御笠で補填できないかと企んでいる。最初に殺害したのは実の両親で、実家の倉庫に隠していた。元は塾の講師だったが、生徒への暴力事件により解雇されている。
新谷恵（しんたに めぐみ）
御笠の親友で、過去に京也に告白したことがある。ハンドルネームは「アーティスト」。幼い頃に飼っていた犬を風呂場に連れ込んでなますにした経験がある。海藤と明美を殺害した実の犯人。家族にマスコミや世間の非難の眼が向けられるのを恐れ、屋上から飛び降りて自殺した。
荻原明美（おぎわら あけみ）
御笠の親友。恵に殺害されてしまう。
加倉井恭二（かくらい　きょうじ）
京也のクラスメイトで、京也と唯一友人ともいえる関係を築いている。短気で切れやすい。ヤンキーを自称するものの、周囲からは「なんちゃってヤンキー」だと思われている。大のポルノのファンで、ポルノグッズを持っている。
宇佐美風香
京也の幼馴染。

## 制作背景
元々、神崎は様々なジャンルに興味を抱いており、中でもサイコスリラーの執筆を考えていたが、ライトノベルとしては受け入れられないだろうと考えていた。神崎は2006年春にガガガ文庫の創刊準備サイトが立ち上がった段階からこのレーベルに興味を持ち、第1回小学館ライトノベル大賞募集開始の際に始まった佐藤大プロデュースによる鼎談企画「ガガガトーク」でさらに興味がわき、同年夏にガガガ文庫の編集部が監修した『ライトノベルを書く！ クリエイターが語る創作術』を読み、執筆に約2か月、推敲に1か月を費やした末に第一回小学館ライトノベル大賞に応募するに至った。ただし、プロットをまとめる中で、書き進めたいという気持ちを抑えきれなくなり、後半をよく詰めないまま執筆にとりかかったと神崎は受賞後に行われたインタビューの中で振り返っている。インタビューアーを務めた佐藤大は『デクスター 警察官は殺人鬼』と通ずるところがあると発言しており、神崎もそれを認めているが、神崎はそのテレビドラマを見ていないと述べ、日本の作家からの影響の方が大きいと話している。

## 反響

### 受賞
本作は、第一回小学館ライトノベル大賞の大賞を受賞した。本作の担当編集者であるYは三次選考の際、一次選考の担当者が「おもしろいが、大丈夫か？」というコメントを残したことに気づき、実際に作品を読んでコメントの意図を理解した。Yは佐藤とインタビューの中で、「たとえば、主人公が他人を殺したくてたまらないと思っているわけです。もしこういう作品が賞を取ったり、中高生向けに出版されたりするのはレーベル的に、あるいは会社的に大丈夫かな、ということは、選考の過程で読んだ人みんなが考えたことだと思います。」と当時の様子について振り返っており、この点については最終選考に通す前に編集部内で話し合いが行われたと述べている。

### 評価
佐藤大は、「たしかに後半には、そういう勢いとかパワーとか、良い意味での強引さ（笑）を少なからず感じました。（中略）キャラクターの魅力がプロットを上回っていくんですよね。はみ出していくというか。ライトノベルとしては、ある意味、すごく理想的な展開かもしれませんね。」と評価し、本作の印象を「偽善」の反対、悪になりきれない「偽悪」であると称した。

## 既刊一覧
- 神崎紫電（著） / kyo（イラスト） 『マージナル』 小学館〈ガガガ文庫〉、全6巻
  1. 2007年5月24日発売、ISBN 978-4-09-451003-4
  2. 2008年2月19日発売、ISBN 978-4-09-451053-9
  3. 2008年4月18日発売、ISBN 978-4-09-451062-1
  4. 2008年8月19日発売、ISBN 978-4-09-451085-0
  5. 2009年3月18日発売、ISBN 978-4-09-451123-9
  6. 2009年7月17日発売、ISBN 978-4-09-451150-5